# John Hatzistergos
John Hatzistergos (né le 20 août 1960) est juge à la Cour de la Nouvelle-Galles du Sud. Ancien homme politique australien, il a été membre du Conseil législatif de la Nouvelle-Galles du Sud représentant le parti travailliste de 1999 à 2011 et a été ministre dans divers gouvernements travaillistes.